# (6379) Vrba
(6379) Vrba est un astéroïde de la ceinture principale.

## Description
(6379) Vrba est un astéroïde de la ceinture principale. Il fut découvert le 15 novembre 1987 à l'Observatoire Kleť par Antonín Mrkos. Il présente une orbite caractérisée par un demi-grand axe de 2,99 UA, une excentricité de 0,08 et une inclinaison de 13,9° par rapport à l'écliptique.

## Compléments